# Liste de jeux d'aventure en pointer-cliquer
La liste de jeux d'aventure en pointer-cliquer répertorie les jeux vidéo d'aventure se jouant en pointer-cliquer, classés par ordre alphabétique.
- Haut – A
- B
- C
- D
- E
- F
- G
- H
- I
- J
- K
- L
- M
- N
- O
- P
- Q
- R
- S
- T
- U
- V
- W
- X
- Y
- Z

## 0-9
- 18h39 ;
- 1954: Alcatraz ;
- 9: The Last Resort.

## A
- A Golden Wake ;
- A New Beginning ;
- A Vampyre Story ;
- Abraham Lincoln doit mourir ;
- Agatha Christie : Devinez qui ? Adapté de Dix Petits Nègres ;
- Agatha Christie : Le Crime de l'Orient Express ;
- Agatha Christie : Meurtre au soleil ;
- Agatha Christie: The ABC Murders ;
- Alter Ego ;
- Another Code : Mémoires doubles ;
- Another Code: R - Les Portes de la mémoire ;
- Aztec : Malédiction au cœur de la cité d'or.

## B
- Bargon Attack ;
- Batman: The Telltale Series ;
- Ben There, Dan That! ;
- Beneath a Steel Sky ;
- Black Dahlia ;
- Black Mirror 2 ;
- Black Mirror 3 ;
- Blackwell Convergence ;
- Blackwell Unbound ;
- BloodNet ;
- Bone : La Forêt sans retour ;
- Bone : La Grande Course ;
- Botanicula ;
- Broken Age ;
- Byzantine: The Betrayal.

## C
- Cap sur l'Île au trésor ;
- Ceville ;
- Chaos on Deponia ;
- Chariots of the Dogs ;
- Chine : Intrigue dans la Cité interdite ;
- Choc culturel ;
- Chronicles of the Sword ;
- Clock Tower ;
- Clock Tower II: The Struggle Within ;
- Conquests of the Longbow: The Legend of Robin Hood ;
- Criminology ;
- Croisière pour un cadavre ;
- Curse of Enchantia.

## D
- D2 ;
- Dark Fall 2 : Le Phare ;
- Dark Fall : Les Âmes perdues ;
- Dark Fall : Rencontres avec l'au-delà ;
- Dark Seed ;
- Dark Seed II ;
- Darkness Within : À la poursuite de Loath Nolder ;
- Daughter of Serpents ;
- Day of the Tentacle ;
- Déjà Vu ;
- Deponia ;
- Discworld ;
- Discworld II : Mortellement vôtre ! ;
- Discworld Noir ;
- Dominique Pamplemousse and Dominique Pamplemousse in "Combinatorial Explosion!" ;
- Dominique Pamplemousse in "It's All Over Once the Fat Lady Sings!" ;
- Down in the Dumps ;
- Dracula 3 : La Voie du dragon ;
- Dracula 5 : L'Héritage du sang ;
- Dracula : Résurrection ;
- Dracula Origin ;
- DreamWeb ;
- Dropsy ;
- Duke Grabowski: Mighty Swashbuckler! ;
- Dune.

## E
- Edna and Harvey: Harvey's New Eyes ;
- Edna et Harvey s'évadent ;
- Égypte : 1156 av. J.-C. - L'Énigme de la tombe royale ;
- Emmanuelle ;
- Escape from Delirium ;
- Escape from Monkey Island ;
- Esothe ;
- EXperience 112 ;
- Explora II ;
- Explora: Time Run.

## F
- Fable ;
- Face Noir ;
- Fascination ;
- Fenimore Fillmore's Revenge ;
- Five Nights at Freddy's (jeu vidéo) ;
- Five Nights at Freddy's 2 ;
- Five Nights at Freddy's 3 ;
- Five Nights at Freddy's 4 ;
- Five Nights at Freddy's: Sister Location ;
- Flight of the Amazon Queen ;
- Flower, Sun, and Rain ;
- Fog ;
- Forestia (série de jeux vidéo) ;
- Freddy Pharkas: Frontier Pharmacist ;
- Full Throttle.

## G
- Gabriel Knight : Énigme en Pays cathare ;
- Gabriel Knight: The Beast Within ;
- Gabriel Knight: Sins of the Fathers ;
- Game of Thrones: A Telltale Games Series ;
- Gemini Rue ;
- Ghost Trick : Détective fantôme ;
- Gobliiins ;
- Gobliins 2: The Prince Buffoon ;
- Goblins 3 ;
- Gods Will Be Watching ;
- Goodbye Deponia ;
- Gray Matter ;
- Guilty.

## H
- Harvester ;
- Heart of China ;
- Hector: Badge of Carnage ;
- Hook ;
- Hotel Dusk: Room 215.

## I
- I Have No Mouth, and I Must Scream ;
- Ice Station Santa ;
- Inca ;
- Inca II: Wiracocha ;
- Indiana Jones et la Dernière Croisade ;
- Indiana Jones et le Mystère de l'Atlantide ;
- Innocent Until Caught ;
- Innocent Until Caught 2: Presumed Guilty.

## J
- Jack Keane ;
- James Renard : Opération Milkshake ;
- Jurassic Park.

## K
- Karma: Incarnation 1 ;
- Kentucky Route Zero ;
- KGB ;
- King's Quest V: Absence Makes the Heart Go Yonder! ;
- King's Quest VII: The Princeless Bride.

## L
- L'Amerzone : Le Testament de l'explorateur ;
- L'Île noyée ;
- L'Œil du Kraken ;
- L'Œil noir : Les Chaînes de Satinav ;
- La Face éclairée de la Lune ;
- La Taupe, la Mafia et le Nounours ;
- Lady Layton: The Millionaire Ariadone's Conspiracy ;
- Last King of Africa ;
- Last Window : Le Secret de Cape West ;
- Le Gardien des ténèbres ;
- Le Manoir de Mortevielle ;
- Le Trésor des Toltèques ;
- Leisure Suit Larry VI : Tu t'accroches ou tu décroches ! ;
- Leisure Suit Larry VII : Drague en haute mer ;
- Les Aventures de Sherlock Holmes : La Nuit des sacrifiés ;
- Les Chevaliers de Baphomet ;
- Les Chevaliers de Baphomet : La Malédiction du serpent ;
- Les Chevaliers de Baphomet : Les Boucliers de Quetzalcoatl ;
- Les Chevaliers de Baphomet : Les Gardiens du Temple de Salomon ;
- Les Chroniques de Sadwick : The Whispered World ;
- Les Enquêtes de Nancy Drew : La Malédiction du manoir de Blackmoor ;
- Les Grandes Aventures de Wallace et Gromit ;
- Les Guignols de l'info… le jeu ! ;
- Les Voyageurs du temps ;
- Lighthouse: The Dark Being ;
- Loch Ness ;
- Loom ;
- Lost Eden ;
- Lost in Time ;
- Louvre : L'Ultime Malédiction ;
- Lure of the Temptress.

## M
- Maniac Mansion ;
- Marine Malice ;
- Marine Malice 2 : Le Mystère de l'école hantée ;
- Marine Malice 4 : Le Mystère du ranch aux cochons ;
- Martian Memorandum ;
- Maupiti Island ;
- Mean Streets ;
- Memento Mori : Le Secret de la vie éternelle ;
- Memoria ;
- Metropolis Crimes ;
- Minecraft: Story Mode ;
- Moai Better Blues ;
- Monkey Island 2: LeChuck's Revenge ;
- Murder in the Hotel Lisbon ;
- Myst ;
- Myst III: Exile ;
- Myst IV: Revelation ;
- Myst V: End of Ages.

## N
- Necronomicon : L'Aube des ténèbres ;
- Night in the Woods ;
- Night of the Raving Dead ;
- Nikopol : La Foire aux immortels ;
- Nippon Safes ;
- Ni·Bi·Ru : Sur la piste des dieux Mayas ;
- Noctropolis.

## O
- Operation Stealth ;
- Oxenfree.
- Owl Observatory.

## P
- Paradise ;
- Perry Rhodan : Le Mythe des Illochim ;
- Post mortem ;
- Primordia ;
- Professeur Layton et l'Appel du Spectre ;
- Professeur Layton et l'Étrange Village ;
- Professeur Layton et l'Héritage des Aslantes ;
- Professeur Layton et la Boîte de Pandore ;
- Professeur Layton et le Destin perdu ;
- Professeur Layton et le Masque des miracles ;
- Pyjama Sam ;
- Pyjama Sam : Héros du goûter.

## Q
- Quest for Glory III: Wages of War ;
- Quest for Glory: So You Want to Be a Hero.

## R
- Randal's Monday ;
- Reality 2.0 ;
- Resonance ;
- Retour sur l'île mystérieuse ;
- Retour sur l'île mystérieuse 2 ;
- Retour vers le futur, le jeu ;
- Rex Nebular and the Cosmic Gender Bender ;
- Rhythm Thief et les Mystères de Paris ;
- Ripper ;
- Riven ;
- Rooms: The Main Building ;
- Runaway 2: The Dream of the Turtle ;
- Runaway: A Road Adventure ;
- Runaway: A Twist of Fate ;
- Rusty Lake: Roots.

## S
- Sam and Max : Au-delà du temps et de l'espace ;
- Sam and Max : Sauvez le monde ;
- Sam and Max Hit the Road ;
- Sam and Max: Freelance Police ;
- Sam and Max: The Devil's Playhouse ;
- Sam Pyjam 2 : Héros Météo ;
- Samorost ;
- Samorost 2 ;
- Schizm: Mysterious Journey ;
- Scratches ;
- Secret Files 2: Puritas Cordis ;
- Secret Files: Tunguska ;
- Serena ;
- Sherlock Holmes : La Boucle d'argent ;
- Sherlock Holmes : Le Mystère de la momie ;
- Sherlock Holmes: Consulting Detective ;
- Sherlock Holmes: Consulting Detective: Volume II ;
- Sherlock Holmes: Consulting Detective: Volume III ;
- SilverLoad ;
- Situation : Comédie ;
- So Blonde ;
- Space Quest V : La Mutation suivante ;
- Spy Fox ;
- Spy Fox 2 : Opération Robot-expo ;
- Spy Fox 3 : Opération SOS Planète ;
- Still Life ;
- Strong Bad's Cool Game for Attractive People ;
- Syberia ;
- Syberia II ;
- Syberia III.

## T
- Tale of a Hero ;
- Tales from the Borderlands ;
- Tales of Monkey Island ;
- That Dragon, Cancer ;
- The 11th Hour ;
- The Adventures of Willy Beamish ;
- The Black Mirror ;
- The Blackwell Legacy ;
- The Curse of Monkey Island ;
- The Dig ;
- The Journey Down ;
- The Last Express ;
- The Legend of Kyrandia ;
- The Legend of Kyrandia: Malcolm's Revenge ;
- The Longest Journey ;
- The Lost Crown: A Ghost-Hunting Adventure ;
- The Mystery of the Druids ;
- The Neverhood ;
- The Next BIG Thing ;
- The Night of the Rabbit ;
- The Puppet of Tersa: Episode One ;
- The Secret of Monkey Island ;
- The Short Grey ;
- The Silent Age ;
- The Walking Dead (jeu vidéo) ;
- The Wardrobe ;
- The Westerner ;
- The Wolf Among Us ;
- The X-Files, le jeu ;
- Thimbleweed Park ;
- Time Gentlemen, Please! ;
- Tiny Thief ;
- Toonstruck ;
- Tristan et les Trois Mousquetaires.

## V
- Versailles 1685 : Complot à la cour du Roi Soleil ;
- Versailles II : Le Testament ;
- Voyage au centre de la Terre ;
- Voyage au cœur de la Lune.

## W
- Warcraft Adventures: Lord of the Clans ;
- Ween: The Prophecy ;
- What's New, Beelzebub? ;
- Where in the World Is Carmen Sandiego? ;
- Where in Time Is Carmen Sandiego? ;
- Woodruff et le Schnibble d'Azimuth.

## Y
- Yesterday ;
- Yesterday Origins.

## Z
- Zak McKracken and the Alien Mindbenders ;
- Zork: Grand Inquisitor.